# ノードウィンド航空
ノードウィンド航空 （英語：Nordwind Airlines、ロシア語：Северный ветер、ラテン文字表記：Severný veteris）とは、定期便およびチャーター便を運航しているロシアの航空会社である。

## 歴史
- ロシアのツアーオペレーターPegas Touristik（英語版）と、そのトルコ支社が2008年8月に設立。
- 3機のボーイング757-200により運航を開始した[2][3]。
- 2013年4月29日、シャルム・エル・シェイクからカザンへ向けて飛行中のノードウィンド航空A320型機に対し、シリアにおいて所属不明の部隊から2発の地対空ミサイルが発射される事件が発生した。回避行動を取ったため同機は無傷でカザンまで飛行した[4][5]。
- ウォール・ストリート・ジャーナルは、ノードウィンド航空が2019年3月におよそ7.4トン、市場価格にして約3億円相当の金塊をベネズエラからウガンダのエンテベの空港付近の製油所へ輸送したと報じた。 この件は、ベネズエラのニコラス・マドゥロ大統領の勢力維持に協力しているとアメリカ政府が疑っている世界的な地下経済を暴露するとされている[6]。
- 2025年7月27日、北朝鮮の平壌線を週2便申請、月1便認可で就航。第一便がシェレメーチエヴォ国際空港を出発した。使用機材は、440席のボーイング777-200ER[7]。

## 機材

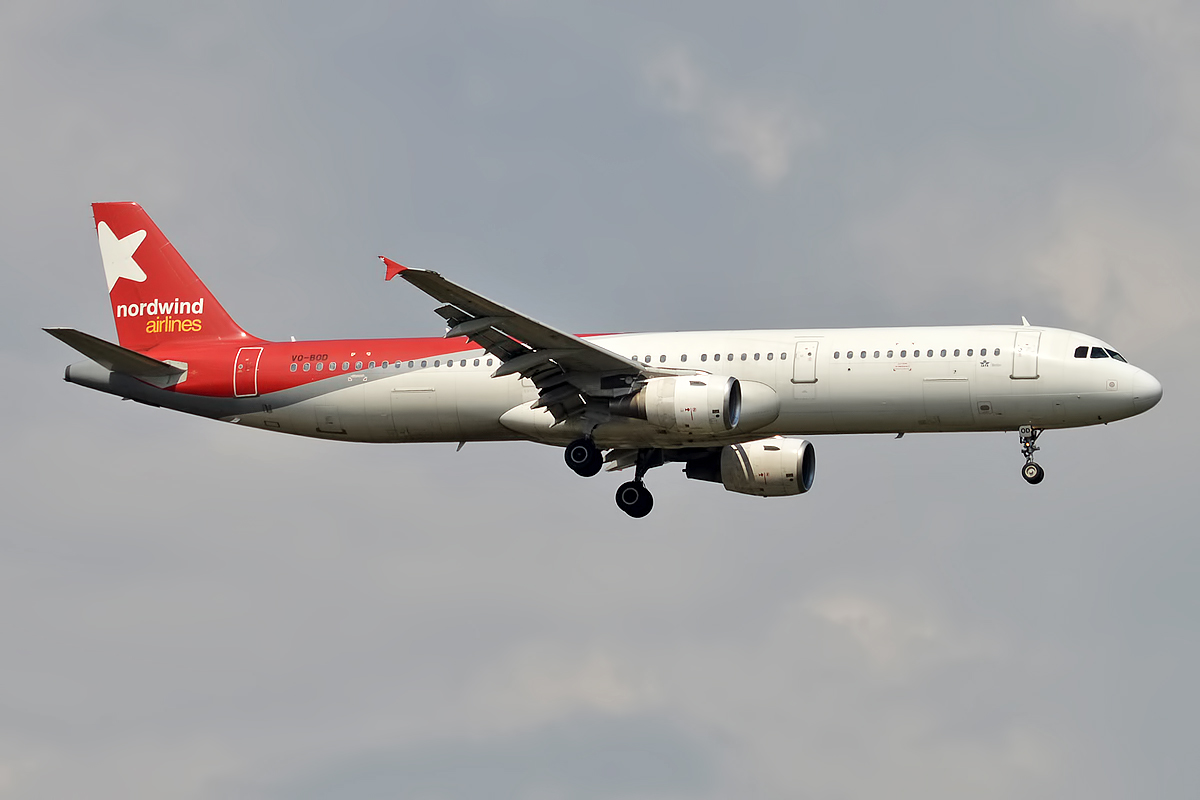
エアバスA321-200（旧塗装）

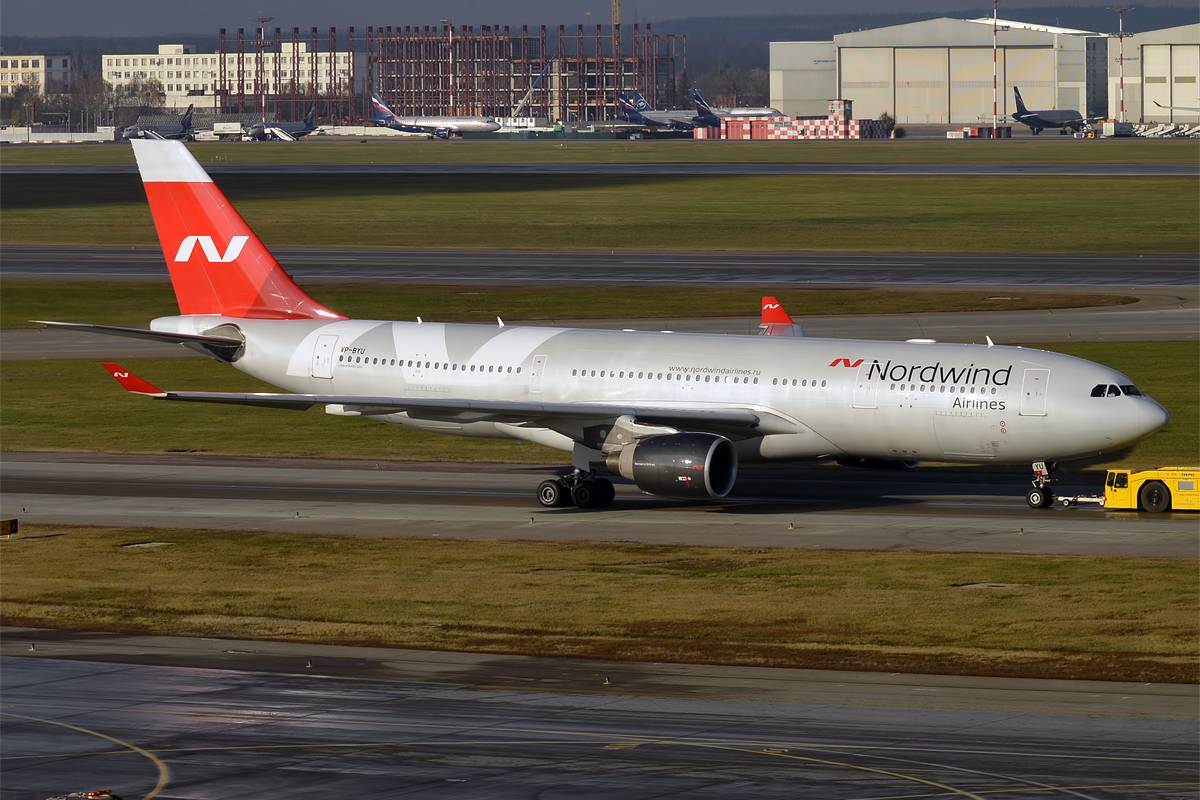
エアバスA330-200

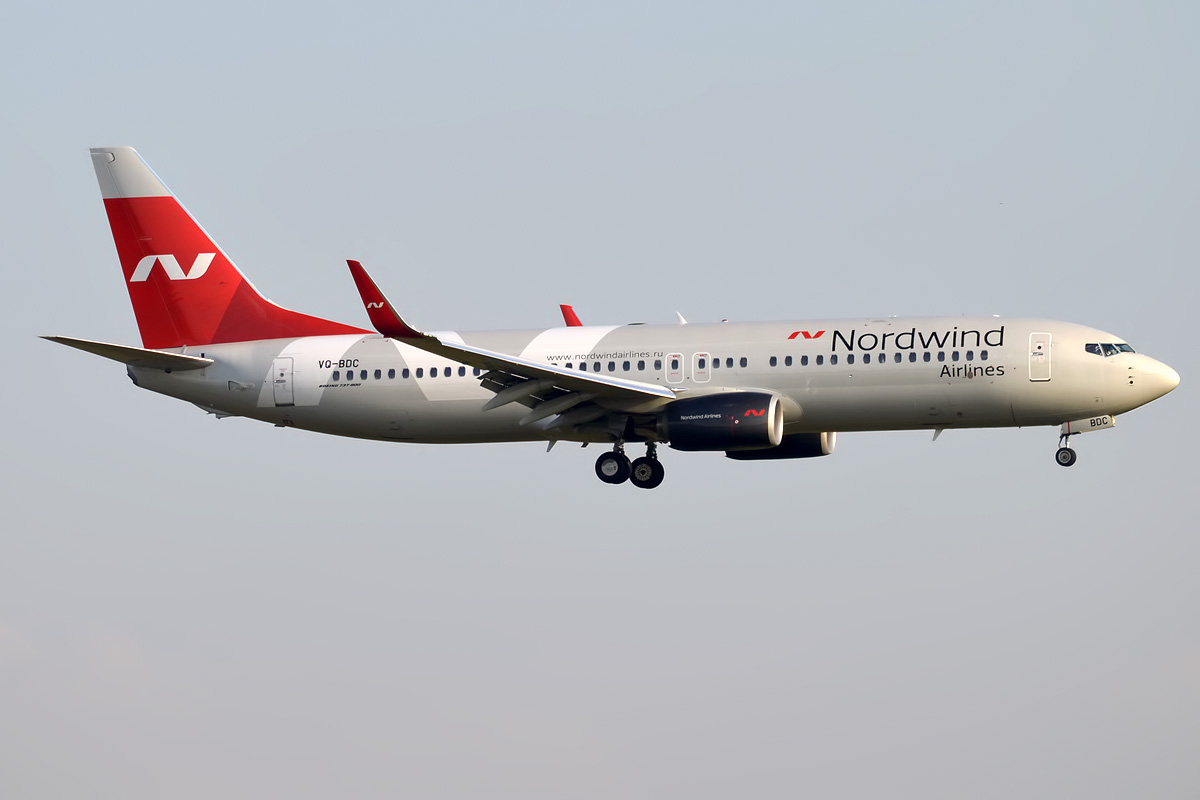
ボーイング737-800

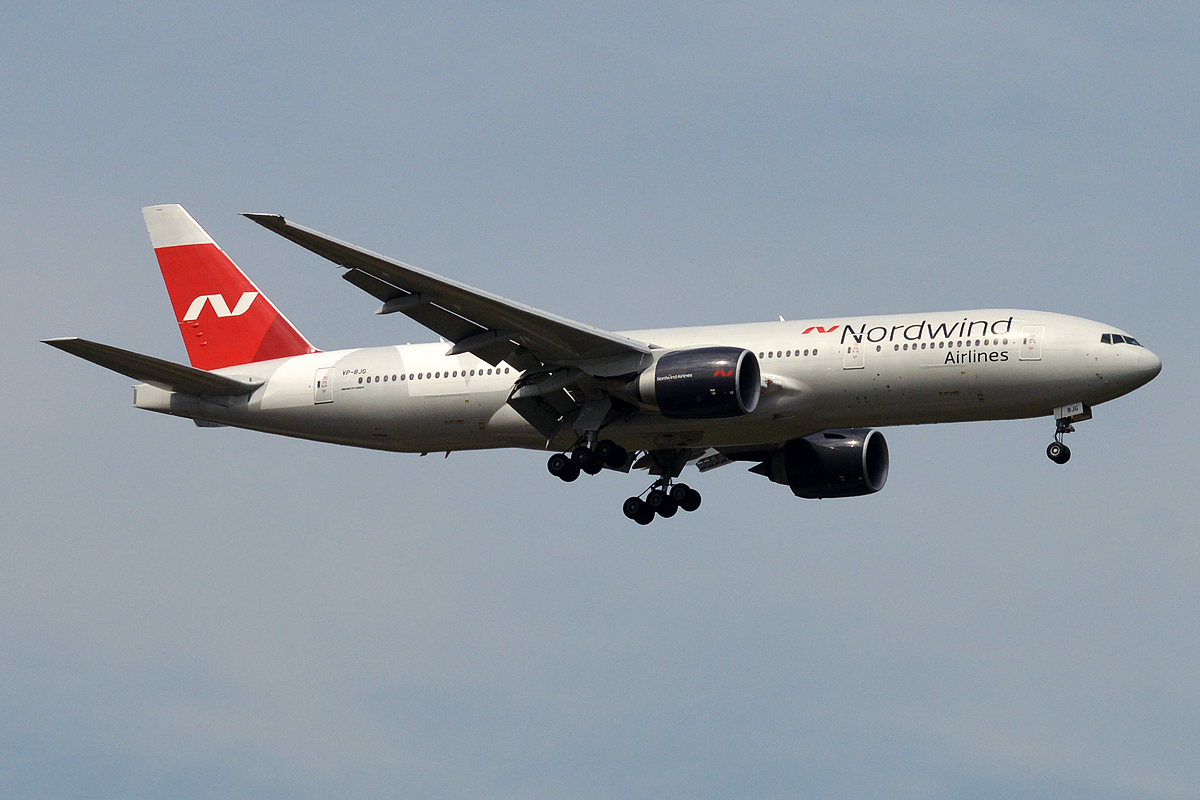
ボーイング777-200

| 機種      | 保有数 | 座席数 | 座席数 | 座席数 | 搭載エンジン     | 備考                         |  |
| 機種      | 保有数 | C      | Y      | Total  | 搭載エンジン     | 備考                         |  |
| --------- | ------ | ------ | ------ | ------ | ---------------- | ---------------------------- |  |
| A321-200  | 1      | —      | 220    | 220    | CFMI CFM56-5B3/P |                              |  |
| A321-200  | 4      | —      | 220    | 220    | IAE V2500        | RA-73326はシャークレット装備 |  |
| A321neo   | 2      | —      | 218    | 218    | CFMI LEAP-1A33   |                              |  |
| A330-200  | 1      | 7      | 358    | 365    | RR Trent 772B-60 |                              |  |
| A330-200  | 1      | —      | 361    | 361    | PW4168A          |                              |  |
| A330-300  | 2      | —      | 379    | 379    | CF6-80E1A4       | 元ジェットエアウェイズ中古機 |  |
| A330-300  | 1      | —      | 343    | 343    | CF6-80E1A4       | 元ジェットエアウェイズ中古機 |  |
| 737-800   | 11     | —      | 189    | 189    | CFMI CFM56のみ   |                              |  |
| 777-200ER | 2      | —      | 440    | 440    | RR Trent 892-17  | 元シンガポール航空中古機     |  |
| 777-300ER | 2      | —      | 486    | 486    | GE90-115Bのみ    | 元エバー航空中古機           |  |
| 総計      | 27     |        |        |        |                  |                              |  |

退役機材
- A320-200[10]
- 757-200[3]
- 767-300[11][12]

## 就航都市
- ロシア
  - モスクワ（ハブ空港）
  - サンクトペテルブルク
  - アナパ
  - バルナウル
  - ベルゴロド
  - ブラゴヴェシチェンスク
  - チェボクサル
  - チェリャビンスク
  - イルクーツク
  - イジェフスク
  - カザン
  - ハバロフスク
  - キーロフ
  - クラスノダール
  - クラスノヤルスク
  - マグニトゴルスク
  - ミネラーリヌィエ・ヴォードィ
  - カザン
  - ニジネカムスク
  - ニジネヴァルトフスク
  - ニジニ・ノヴゴロド
  - ノヴォクズネツク
  - ノヴォシビルスク
  - オムスク
  - オレンブルク
  - オルスク
  - ペルミ
  - ロストフ
  - サマーラ
  - サラトフ
  - サランスク
  - シンフェロポリ
  - スィクティフカル
  - ソチ
  - トムスク
  - チュメニ
  - ウファ
  - ウリヤノフスク
  - ウラジオストク
  - ヴォルゴグラード
  - ヴォロネジ
  - ヤクーツク
  - エカテリンブルク
- ウズベキスタン
  - フェルガナ
  - カルシ
  - ナマンガン
  - サマルカンド
  - タシュケント
- タジキスタン
  - ドゥシャンベ
  - クルガン・テッパ
- カザフスタン
  - アルマトイ
- アゼルバイジャン
  - バクー
- アルメニア
  - エレバン
- ヨルダン
  - アカバ
- サウジアラビア
  - ジッダ
- イラン
  - テヘラン
- タイ
  - バンコク
- メキシコ
  - カンクン
- ジャマイカ
  - モンテゴ・ベイ
- キューバ
  - バラデーロ
- 北朝鮮
  - 平壌 [13]